# XForms
XForms는 웹 폼의 입력을 수집하기 위해 사용되는 XML 포맷이다. XForms는 차세대 HTML / XHTML 폼으로 설계되었으나 사용자 인터페이스와 공통 데이터 조작 작업 집합을 기술하기 위해 독립적인 방식으로나, 아니면 XHTML 이상의 프레젠테이션 언어로 사용할 수 있다.
XForms 1.0(제3판)은 2007년 10월 29일 출판되었다. 오리지널 XForms 사양은 2003년 10월 14일 공식 W3C 권고안이 되었으며, 수많은 개선사항이 도입된 XForms 1.1은 2009년 10월 20일 같은 지위를 부여받았다.

## 모바일 장치용 XForms

### 구현체
- Enketo
- Xfolite
- JavaRosa
- ODK Collect
- Group Complete

## 같이 보기
- 마이크로소프트 인포패스
- Convex Software Library
- XLSForm
- FormFaces

## 참고 문헌
- XForms 1.1 - W3C Recommendation 20 October 2009.
- Raman, T.V. (2004). 《XForms: XML Powered Web Forms》. Boston: en:Addison-Wesley. ISBN 0-321-15499-1.
- Dubinko, Micah (2003). 《XForms Essentials》. Sebastopol, CA; Farnham: 오라일리 미디어. ISBN 0-596-00369-2. 2008년 9월 15일에 원본 문서에서 보존된 문서. 2019년 4월 15일에 확인함.